# Московский уезд
Моско́вский уе́зд — административная единица (уезд) в составе Московской губернии, существовавшая до 1929 года.
Центр — город Москва. Крупные населённые пункты — Москва, Кунцево, Измайлово, Перово, Ростокино, Царицыно, Нагатино, Реутово. Московский уезд, по мнению  Ю. В. Готье, составился из ближайших к Москве волостей (станов) и из отдельных сёл, которые в удельную эпоху давались обыкновенно порознь всем наследникам Московского великого князя. К этим волостям, станам и сёлам были позднее присоединены некоторые земли соседних уделов — Боровского и Серпуховского. Так как окончательное присоединение этих уделов относится к 1456 году, то после этого времени, надо думать, слагается и Московский уезд, как мы его видим в XVII веке.

## География
На севере уезда идёт ряд холмов, составляющих водораздел, отделяющий притоки Волги от притоков Оки. На юге, по правой стороне Москвы-реки, местность холмистая и пересечена оврагами. Около Москвы расположены Воробьёвы горы. Высота площади при селе Хорошёве 490 футов и при селе Ромашкове 695 футов. Восточная и средняя часть уезда представляют равнину. Из полезных ископаемых в уезде добывается песчаник около деревни Татаровой, села Котельникова и другие. Минеральные воды были исследованы в селе Петровском: они содержат угольную кислоту, железную окись и сернокислую известь. Почва уезда требует сильного удобрения. По левую сторону реки Москвы она песчаная, по правую сторону — глинистая. В остальных частях уезда суглинистая и супесчаная. По уезду протекают реки Москва и Клязьма с притоками. Из них в Москву-реку впадают Сходня, Химка, Яуза, Чириха, Пехорка и другие. Из притоков Клязьмы более значительна река Уча. Торговое значение имеет только Москва-река. Озёр мало, и все они незначительны. Болота встречаются преимущественно по Яузе и Пехорке. Более значительное Сукино болото около деревни Кожухово, которое имеет до 3 вёрст длины и до 2½ вёрст ширины. Леса в 1895 году, вместе с зарослями, считалось 98 965 десятин; казне из них принадлежит 16 285 десятин.

## Административное деление

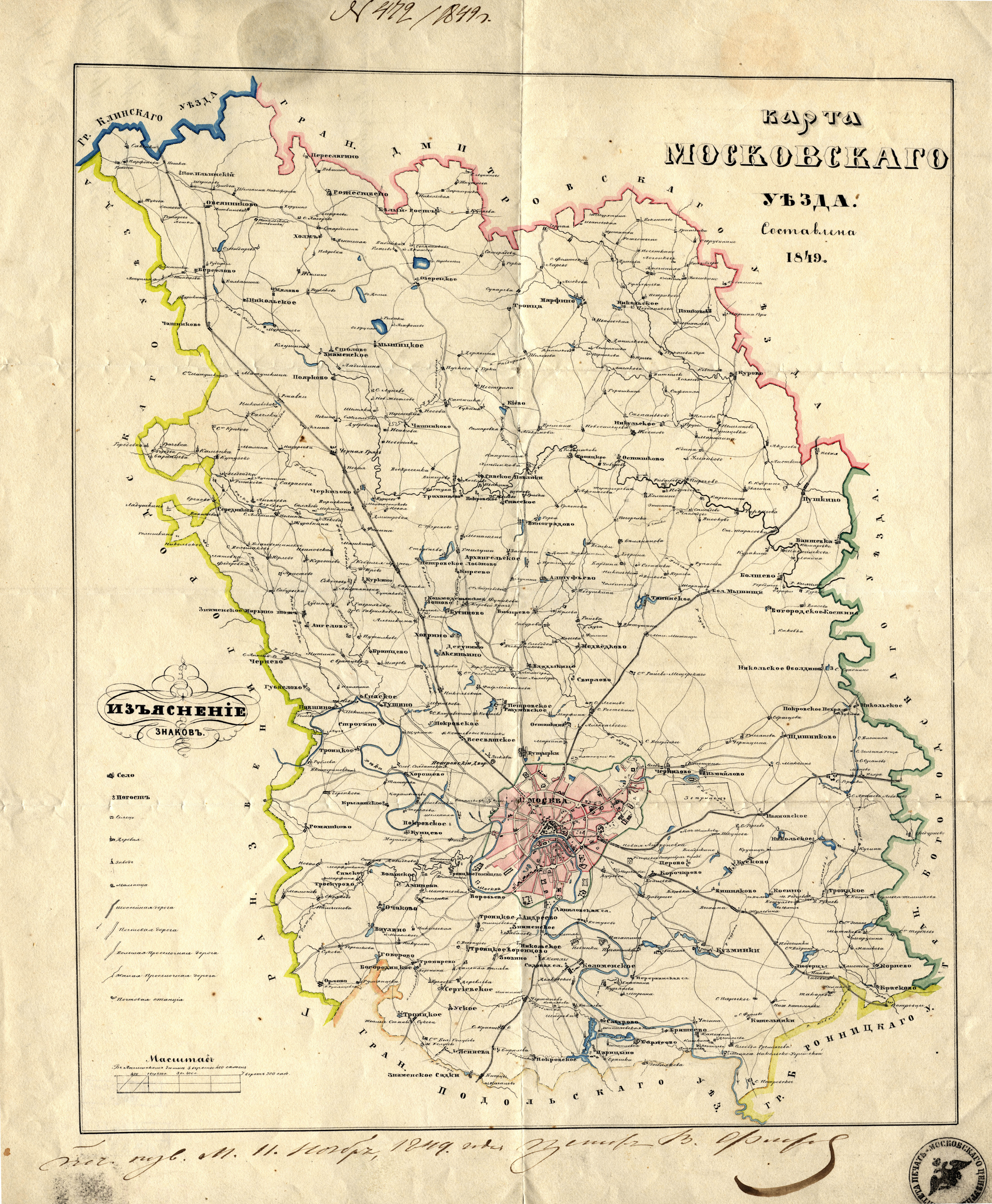
Московский уезд на карте 1849 года.

### Административное деление XIV—XVIII веков
Волости Московского уезда — одни из первых, известных в Замосковном крае. Первые из них упоминаются ещё в духовной Ивана Калиты. В связи со значительной площадью и населённостью, уезд уже в XVII веке делился на две половины: Замосковную и Зарецкую, объединявшие десятки станов и различных волостей, а также дворцовых и конюшенных сёл.
- Станы: 1. Бохов, 2. Обарнич, 3. Островецкий, 4. Васильцов, 5. Пехорский, 6. Воря и Корзенев, 7. Почернев, 8. Радонеж, 9. Радонеж и Бели; 10. Горетов, 11. Раменейце, Замосковное, 12. Гуслицкий, 13. Доблинский, 14. Рогожский, 15. Каменский, 16. Сурожский, 17. Капотенский, 18. Кошелев, 19. Шеренский и Отъезжий; 20. Манатьин, Быков и Коровин; 21. Вяземский, 22. Гоголев, 23. Жданский, 24. Лужецкий, 25. Лукомский, 26. Медвенский, 27. Молоцкий, 28. Ратуев, 29. Сосенский, 30. Сетунский, 31. Терехов, 32. Торокманов, 33. Чермнев, 34. Шахов.
- Волости: 35. Вохна, 36. Гвоздна, 37. Гжель, 38. Гуслица, 39. Загарье, 40. Кунья, 41. Раменница, 42. Селинская, 43. Сельна, 44. Черноголовль, 45. Домодедовская, 46. Замыцкая, 47. Конопна, 48. Перемышльская, 49. Растовская, 50. Тухачевская, 51. Хотунская.
- Села: 52. Братовщина и Олешня; 53. Белый Раст и Озерецкое; 54. Воздвиженское, 55. Коломенское, 56. Тайнинское, 57. Хотеичи[4][5].

### Административное деление XIX—XX веков

Московский уезд. Волости и приходы церквей в 1877 году.

К 1912 году уезд делился на 8 полицейских станов. В состав уезда входили 15 волостей:
- Всехсвятская волость
- Выхинская волость
- Дурыкинская волость
- Зюзинская волость
- Марфинская волость
- Мытищинская волость
- Нагатинская волость
- Озерецкая волость
- Пехорская волость
- Ростокинская волость
- Троицко-Голенищевская волость
- Троицкая волость
- Хорошёвская волость
- Царицынская волость
- Черкизовская волость

Девять из пятнадцати волостей Московского уезда располагались вокруг Москвы, примерно как нынешние административные округа. Зюзинская волость занимала практически всю нынешнюю территорию Юго-Западного административного округа города Москвы, примерно до нынешней Кольцевой автодороги, пересекающей тогдашнее Битцевское сельское общество.
На территории современного Южного округа находились селения из Зюзинской, Ногатинской и Царицынской волостей; Юго-Восточного — из Ногатинской, Царицынской и Выхинской волостей; Восточного — из Выхинской, Ростокинской и Пехорской волостей; в Северо-Восточного — из Ростокинской и Пехорской; в Северного — из Ростокинской и Всесвятской; в Северо-Западного — из Всехсвятской и Хорошевской; в Западного — из Хорошёвской, Троице-Голенищевской и Зюзинской волостей.
К 1917 году в Московском уезде территории волостей изменились. Пригороды до кольца Окружной железной дороги отошли к городу вместе с Измайловской и Ростокинской больницами и Марьино-Рощинской и Симоновской амбулаториями. А в остальной части уезда образовались 20 волостей:
- Дурыкинская волость (9676 чел.),
- Лобненская волость (13 441 чел.),
- Пушкинская волость (23 971 чел.),
- Сходненская волость (29 694 чел.),
- Хлебниковская (10 459 чел.),
- Пироговская (4707 чел.),
- Подушкинская (11 563 чел.),
- Мытищинская (24 126 чел.),
- Спасская (16 129 чел.),
- Лосиноостровская (14 487 чел.),
- Пехорская (10 069 чел.),
- Измайловская (8277 чел.),
- Хорошёвская (11 595 чел.),
- Перово-Кусковская (24 966 чел.),
- Кучинская (16 748 чел.),
- Кунцевская (29 807 чел.),
- Зюзинская (11 323 чел.),
- Нагатино-Люблинская (19 480 чел.),
- Царицынская (13 060 чел.),
- Люберецкая (33 343 чел.).

### После 1917 года
В июне 1918 года Исполнительный комитет Московского уездного совета рабочих и крестьянских депутатов принял постановление о слиянии некоторых волостей. В октябре 1918 года были приняты их новые названия:
- Бедняковская волость (бывшая Дурыкинская),
- Трудовая волость (бывшая Лобненская)
- Пушкинская волость (бывшие Пушкинская и Пироговская),
- Пролетарская волость (бывшие Мытищинская и Лосиноостровская),
- Коммунистическая волость (бывшие Хлебниковская и Подушкинская),
- Ульяновская волость (бывшие Сходненская и Спасская),
- Разинская волость (бывшие Измайловская, Пехорская и Кучинская),
- Ухтомская волость (бывшие Перово-Кусковская и Люберецкая),
- Ленинская волость (бывшие Нагатино-Люблинская, Царицынская и Зюзинская),
- Козловская волость (бывшие Хорошёвская и Кунцевская).

В 1921 году из Богородского уезда в Московский была передана Щёлковская волость.
В 1929 году уезд вошёл в Центрально-Промышленную область (позже переименованную в Московскую). Одновременно город Москва получил статус города областного подчинения Московской области, город Щелково был передан в Щёлковский район Московского округа Московской области, город Пушкино — в Пушкинский район Московского округа Московской области, города Кусково, Люберцы и Перово — в Ухтомский район Московского округа Московской области, город Люблино — в Ленинский район Московского округа Московской области, город Кунцево — в Кунцевский район Московского округа Московской области, города Лосиноостровск и Мытищи — в Мытищинский район Московского округа Московской области.

## Уездные предводители дворянства
| Время службы | Имя                              | Титул, чин, звание                      |
| ------------ | -------------------------------- | --------------------------------------- |
| 1782—1785    | Шереметев Николай Петрович       | граф, тайный советник                   |
| 1785—1788    | Голицын Алексей Борисович        | князь, генерал-майор                    |
| 1788—1791    | Долгоруков Михаил Иванович       | князь, статский советник                |
| 1791—1804    | Палибин Иван Иванович            | бригадир                                |
| 1804—1807    | Трубецкой Иван Николаевич        | князь, надворный советник               |
| 1807—1810    | Арсеньев Василий Дмитриевич      | генерал-майор                           |
| 1810—1816    | Арсеньев Александр Александрович | действительный статский советник        |
| 1817—1819    | Арсеньев Александр Дмитриевич    | генерал-майор                           |
| 1819—1823    | Хованский Василий Алексеевич     | князь, тайный советник                  |
| 1823—1826    | Хомутов Григорий Аполлонович     | генерал-лейтенант                       |
| 1826—1828    | Вырубов Иван Петрович            | генерал-лейтенант                       |
| 1828—1832    | Бахметев Владимир Петрович       | коллежский советник                     |
| 1832—1835    | Ладомирский Василий Николаевич   | полковник                               |
| 1835—1844    | Чертков Александр Дмитриевич     | полковник                               |
| 1844—1850    | Волков Николай Аполлонович       | гвардии полковник                       |
| 1850—1859    | Щербатов Николай Александрович   | князь, действительный статский советник |
| 1859—1862    | Рябинин Алексей Андреевич        | губернский секретарь                    |
| 1862—1864    | Головин Николай Гаврилович       | подполковник                            |
| 1865—1869    | Шипов Дмитрий Павлович           | полковник                               |
| 1869—1872    | Чертков Григорий Александрович   | гвардии капитан                         |
| 1872—1875    | Несвицкий Иван Яковлевич         | князь, штабс-капитан                    |
| 1875—1878    | Чертков Григорий Александрович   | надворный советник                      |
| 1878—1887    | Трубецкой Павел Петрович         | князь, коллежский советник              |
| 1887—1892    | Трубецкой Пётр Николаевич        | князь, статский советник                |
| 1893—1905    | Голицын Владимир Александрович   | князь, действительный статский советник |
| 1905—1915    | Базилевский Пётр Александрович   | статский советник                       |
| 1915—1917    | Голицын Владимир Владимирович    | князь                                   |

## Сельское хозяйство и промыслы

Окрестности Москвы на карте 1823 года, составленной по материалам 1818 года

В 1885 году между частными землевладельцами было дворян 23,1 %, купцов 29,3 %, крестьян 27 %, мещан 14 %, разных 6,6 %; они владели: дворяне 55,6 % земли, купцы 37,4 %, крестьяне 3,7 %. Из крестьянской надельной земли пахотной 54 553 десятины. Основные культуры: рожь, овёс, картофель, гречиха, горох, лён; в меньшем количестве — пшеница, ячмень и конопля.
Садоводство и огородничество составляли наивыгоднейшие отрасли сельского хозяйства в уезде. Близость Москвы давала возможность сбывать продукты в свежем виде. По специальному исследованию, под садами находилось около 1200 десятин. Валовой доход с садоводства в 47 селениях составлял около 250 тыс. рублей. Огородничество было развито в селениях, отстоящих от Москвы не далее 15 вёрст и давало населению около 200 тыс. рублей дохода; под огородами находилось около 1000 десятин. Москва давала населению уезда главные заработки: работа на фабриках, сбыт продуктов своего хозяйства, сдача внаймы жителям Москвы домов под дачи (всех дач в уезде около 4 тыс.).
Главные промыслы уезда: столярный, кузнечный, ломка камня, разработка торфа, возка дров и торфа, извоз (в 1894 году выдано 586 билетов). Между женщинами было развито приготовление гильз для папирос, вязание чулок, цветочный промысел. Для улучшения кузнечно-слесарного промысла в с. Марфине была устроена образцовая кузнечно-слесарная мастерская. В кустарный музей, устроенный в Московской губернии земством, доставляли свои изделия из уезда 26 кустарей.

## Промышленность и торговля
Фабрично-заводская промышленность была развита в уезде. В 1871 году фабрик для обработки волокнистых веществ было 70, на них 169 760 веретён; в 1889 году их было 98, с 286 986 веретенами. Число всех остальных фабрик за 10 лет увеличилось с 24 на 34. По данным, собранным администрацией в 1894 году, в уезде было 181 фабрик и заводов, с производством на сумму 40,7 млн руб.: 14 суконных фабрик с производством на 4,89 млн руб., при 8697 рабочих, 40 бумагопрядильных и ткацких — 23,6 млн руб. и 12 343 рабочих, 13 шерстопрядильных и ткацких фабрик — 1 млн руб., 2 фабрики для приготовления искусственного барашка — 103 тыс. руб., 1 ковровая — 110 тыс. руб., 5 шёлкоткацких — 80,5 тыс. руб., 1 котельно-арматурная — 299 тыс. руб., 3 гребённых и рогово-пуговочных — 200 тыс. руб., 12 химических — 1,27 млн руб., 1 сургучная — 904 тыс. руб., 1 пивомедоваренный завод — 380 тыс. руб., 1 сахароваренный — 700 тыс. руб., 1 стеариновых свечей — 464 650 руб., 1 воскоотбельный — 449 тыс. р., 9 кожевенных и сафьянных — 350 тыс. руб., 1 резиновая — 1 млн руб., 29 кирпичных заводов — 3,74 млн руб., 2 завода керосиновых и минеральных масел — 425 тыс. руб. и другие, менее значительные. Мельниц 26, каменоломен 4, рыбных ловель 4. Торгово-промышленных заведений было в местностях недачных 826 и в дачных 1343. По исследованию земства, помещенном в «Статистическом ежегоднике» за 1894 год, в уезде было трактиров 31, лавок чайных 255, винных 1 77, пивных 36, овощных 104, мелочных 104, постоялых дворов 15, мясная 1, съестных 4, хлебопекарен 10, булочных 1, аптека 1. Разных мастерских считалось в уезде 108. Ярмарок и базаров почти не было, так как близко находилась Москва, куда население отправлялось за покупками.

## Население
Всех жителей в уезде (к 1 января 1896 года) 138 505 человек (67 886 мужчин и 70 619 женщин): православных 131 982, раскольников 5614, католиков 224, протестантов 45, магометан 10, евреев 168, прочих исповеданий 462. Дворян 216, духовного сословия 1068, почётных граждан и купцов 896, мещан 4105, военного сословия 5238, крестьян 126 623, прочих сословий 919.
По данным переписи 1897 года в уезде проживало 165 335 человек (82 144 мужчины и 83 191 женщина)
На 01.01.1911 по данным Московского губернского статистического комитета проживало 247 289 человек (122 054 мужчины и 125 235 женщин)
На 01.01.1913 по данным Московского губернского статистического комитета проживало 262 436 человек (135 188 мужчин и 127 248 женщин)

## Образование
По подворной переписи 1869 года, число грамотных в уезде было 7596 человек (в том числе 960 женщин), в 1883 году — 22 111 (3303 женщины). По исследованию 1893 года, всех детей школьного возраста (от 7 до 14 лет) зарегистрировано 19 471: из них учащихся в школах было 5586 чел., обучавшихся 4225 чел. и не учащихся 9660 чел. В 1894—95 учебном году в уезде было 111 школ: земских 71, частных 11, фабричных 10, церковно-приходских 17, министерских сельских 2. В земских училищах училось 4995 человек. Пение преподавалось в 46 земских, 5 частных, 4 фабричных и 2 министерских училищах, рисование в 5, ремесла в 2, рукоделие в 28, пчеловодство в 2, садоводство и огородничество в 17 училищах. Библиотеки имелись при 69 земских, 7 частных, 10 фабричных и 2 министерских училищах. Воскресные чтения существовали в 58 земских, 3 частных, 6 фабричных и 1 министерском училищах. На народное образование земство назначило на 1896 год 84 732 руб., в том числе на народные чтения 650 руб., на обучение ремеслам и рукоделию 800 руб., на садоводство и огородничество 800 рублей.

## Врачебная часть
Земство имело в уезде 7 земских врачебных участков и 1 земский фельдшерский пункт; земских лечебниц 8, фабричных 9, детский приют. Врачей в уезде 35: 13 земских, 11 фабричных, 7 железнодорожных, 1 санитарный, 1 вольнопрактикующий и 2 состоящих на государственной службе. На содержание врачебной части назначено уездным земством 63 553 рубля. Вольных аптек 6.

## Карты
| Сборный лист военно топографической карты Московской губернии 1860 г. Масштаб: 2 версты в дюйме (1 см-840м). | Сборный лист военно топографической карты Московской губернии 1860 г. Масштаб: 2 версты в дюйме (1 см-840м). | Сборный лист военно топографической карты Московской губернии 1860 г. Масштаб: 2 версты в дюйме (1 см-840м). | Сборный лист военно топографической карты Московской губернии 1860 г. Масштаб: 2 версты в дюйме (1 см-840м). | Сборный лист военно топографической карты Московской губернии 1860 г. Масштаб: 2 версты в дюйме (1 см-840м). | Сборный лист военно топографической карты Московской губернии 1860 г. Масштаб: 2 версты в дюйме (1 см-840м). | Сборный лист военно топографической карты Московской губернии 1860 г. Масштаб: 2 версты в дюйме (1 см-840м). | Сборный лист военно топографической карты Московской губернии 1860 г. Масштаб: 2 версты в дюйме (1 см-840м). | Сборный лист военно топографической карты Московской губернии 1860 г. Масштаб: 2 версты в дюйме (1 см-840м). | Сборный лист военно топографической карты Московской губернии 1860 г. Масштаб: 2 версты в дюйме (1 см-840м). | Сборный лист военно топографической карты Московской губернии 1860 г. Масштаб: 2 версты в дюйме (1 см-840м). | Сборный лист военно топографической карты Московской губернии 1860 г. Масштаб: 2 версты в дюйме (1 см-840м). | Сборный лист военно топографической карты Московской губернии 1860 г. Масштаб: 2 версты в дюйме (1 см-840м). |
| --- | --- | --- | --- | --- | --- | --- | --- | --- | --- | --- | --- | --- |
| (При нажатии на необходимый лист будет осуществлён переход на соответствующую карту.)                        | | | | | | | | | | | | |

- Старые карты Московского уезда
- Старый уезд Московский - границы и станы